# Карельський національний батальйон
Карельський національний батальйон (кар.: Karjalan Kansallinen Pataljoona) — добровольче формування карелів, сформоване для захисту України під час Російського вторгнення в 2023 році. Сформований у січні 2023 року активістами Карельського національного руху, які оголосили про створення батальйону ім. "Василя Левонена" з метою звільнення Карелії від "російської окупації" та незалежності країни.

## Історія

### Формування
Формування загону відбулося наприкінці січня 2023 року представниками Карельського національного руху, які оголосили про створення Карельського загону в рамках збройних сил України як частини Інтернаціонального легіону територіальної оборони України. Активісти стверджують, що батальйон має намір воювати проти російських окупантів в Україні і зрештою досягти звільнення Карелії від "російської окупації" та повної незалежності країни.
Перший пост новоствореного батальйону в каналі Telegramу "KNB - Karelian National Battalion" надав повідомлення про те, що: "Ми виступаємо за єдність і згуртованість усіх пасіонарних національних підрозділів у нашому прагненні й натхненні скинути назавжди колоніальні імперські пута, які стискають волю поневолених Москвою народів.". У тому ж дописі було зазначено, що їхня мета "здобути волю своїй Батьківщині!".
Батальйон носить ім'я "Уккі Вяйнямьойнена", також відомий як Василій Левонен, який зображений на нарукавних знаках батальйону. Василій Левонен був карельським ідеологічним лідером, відомим своєю роллю в Карельському повстанні проти Радянської Росії у 1921-1922 роках. Також під час Зимової війни (1939 – 1940) між СРСР і Фінляндією на території Карелії на боці Збройних сил Фінляндії тримали оборону українські частини. Ними командував колишній холодноярський отаман, підполковник Армії УНР Юрій Горліс-Горський.На даний момент знаходяться у складі Російського добровольчого корпусу у боях на Куп'янському напрямку втратили двох бійців,а саме "Ямала" та "Хабара 

### Рекрутинг
Як повідомляє Telegram-канал батальйону, підрозділ звертається до всіх активістів Карельського національного руху, корінних народів Карелії, а також усім тим, хто бажає зробити свій внесок у справу «Свободи і Незалежності» Карелії. Далі вказується, що добровольці набираються для боротьби за «Свободу проти імперіалістичного ярма», а також вимоги для вступу до підрозділу, який складається з добровольців, які мають: бути здоровими, не мати проблем із алкоголем або наркотиками, маючи відданість традиційним скандинавським цінностям, шалене бажання звільнити Карелію від окупації, і, нарешті, сильне бажання зробити свій внесок у перемогу над Путінським "терористичним режимом".

### Російсько-українська війна
У Telegram-дописі батальйону 18 лютого 2023 року зазначено, що Карельський національний рух оголосив збір коштів для батальйону. У ньому зазначено, що «бійці очікують відправлення на фронт», а також уточнюється, що «вантаж затримується, і всі вони зараз перебувають у чужій країні у важкому фінансовому становищі». У підрозділі також стверджують, що їхні бійці «стають людьми, які створюють нову Карельську армію.".

## Традиції

### Символіка

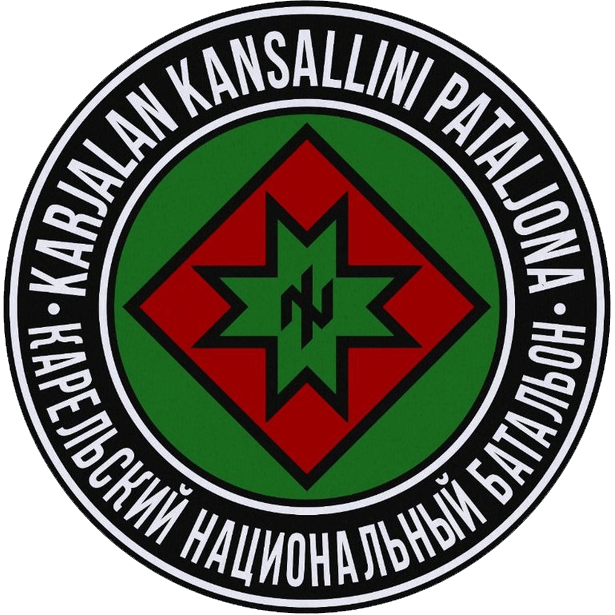
варіант нарукавного знаку
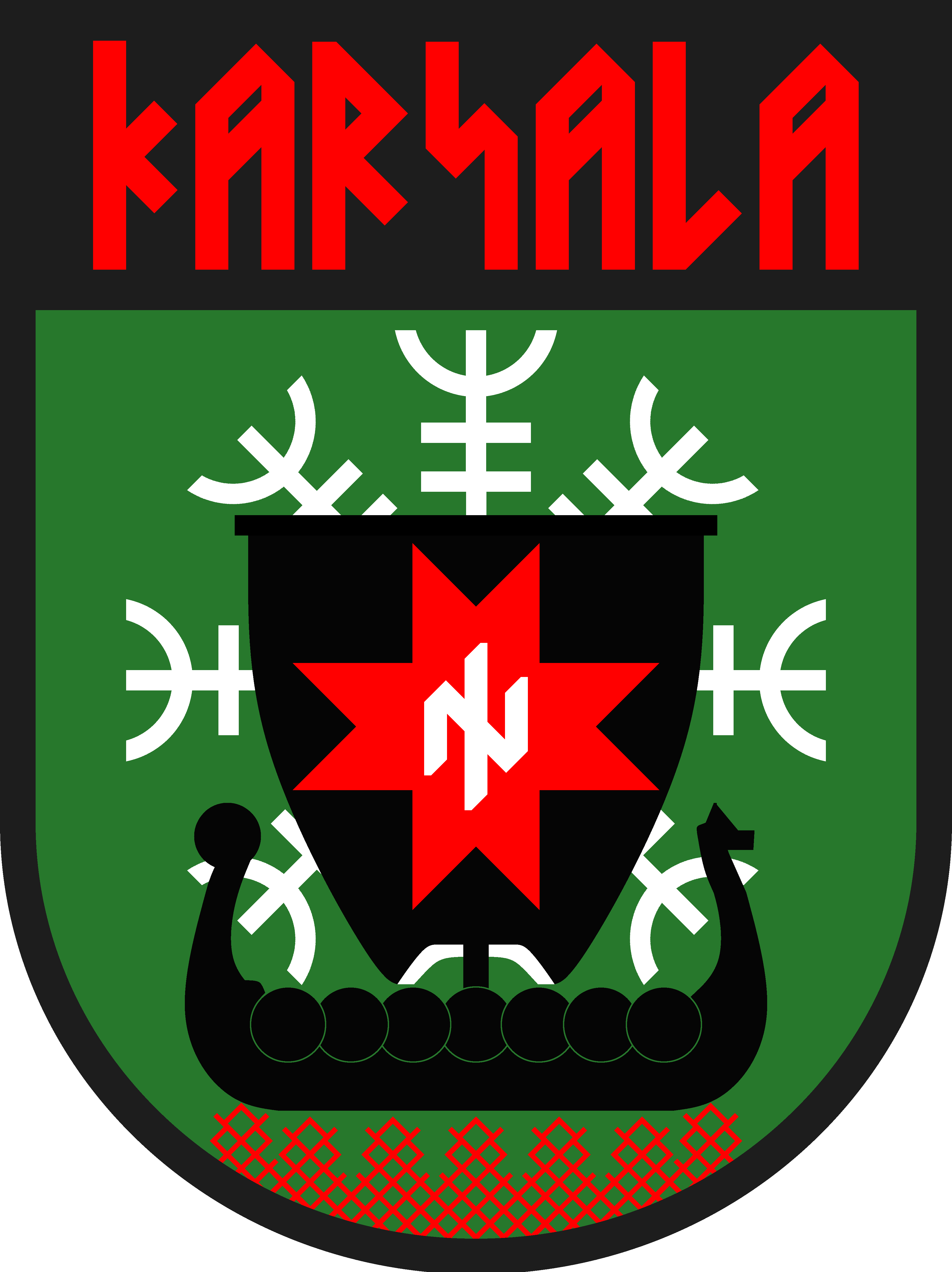
варіант нарукавного знаку
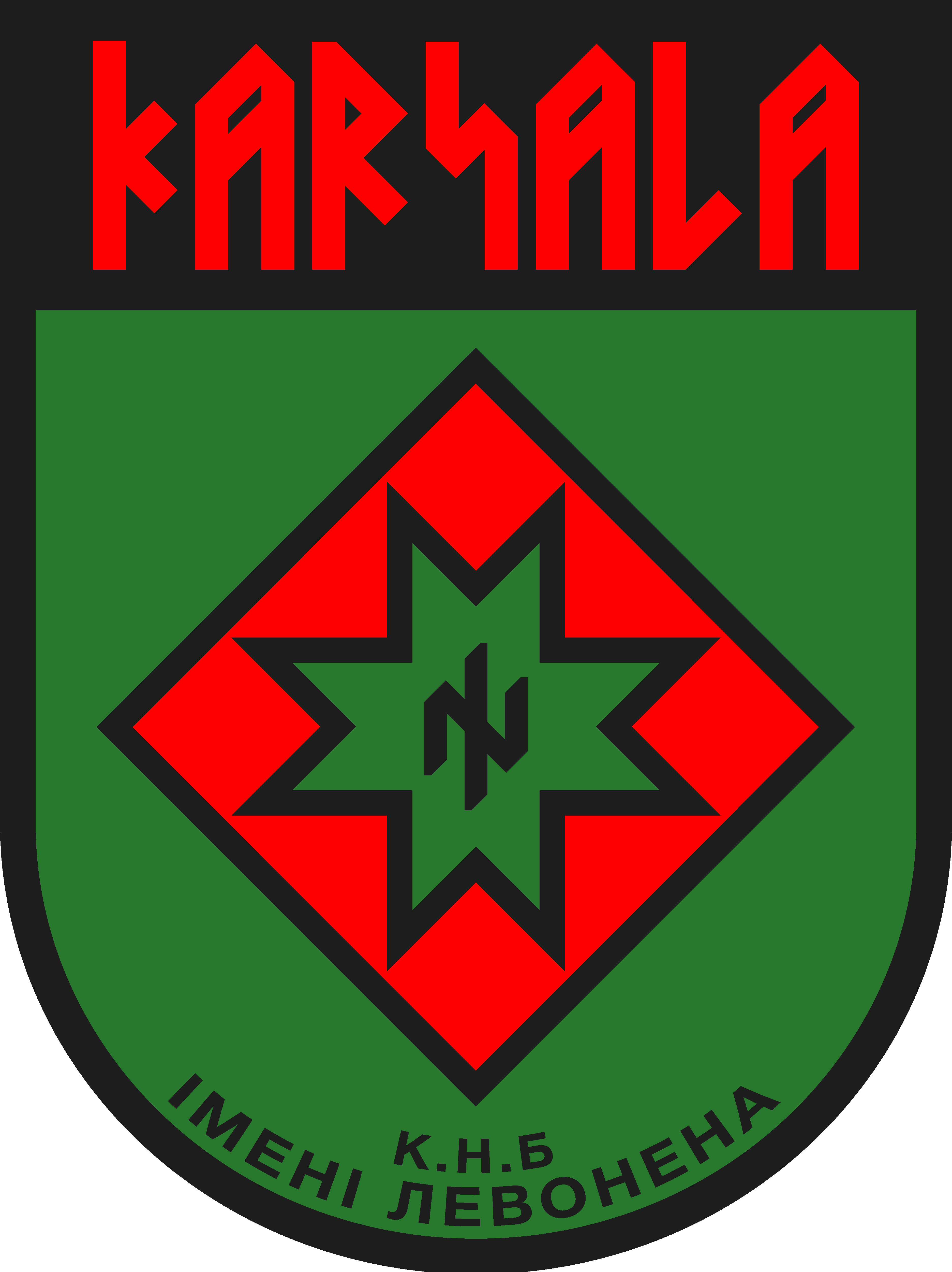
варіант нарукавного знаку
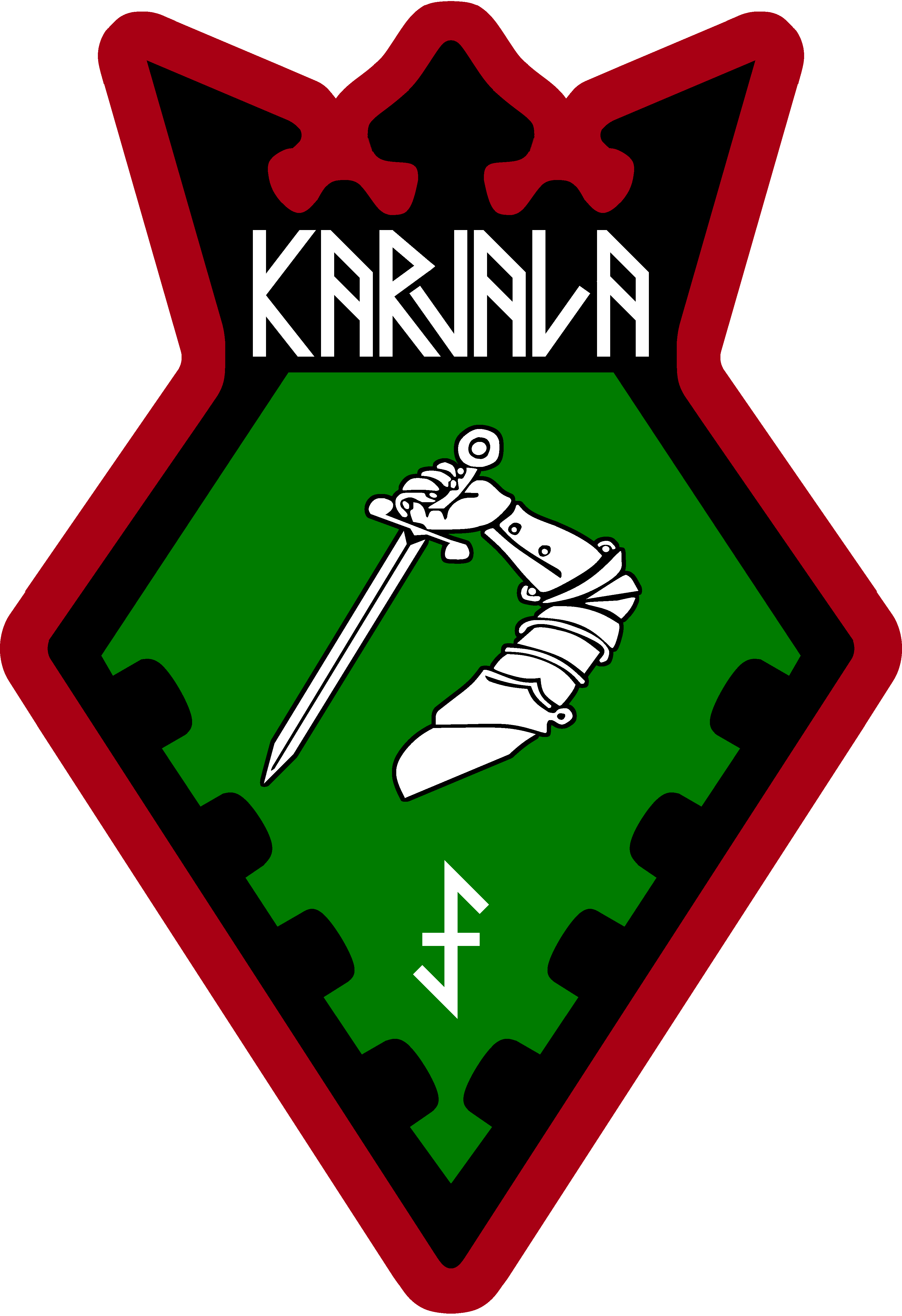
нарукавний знак
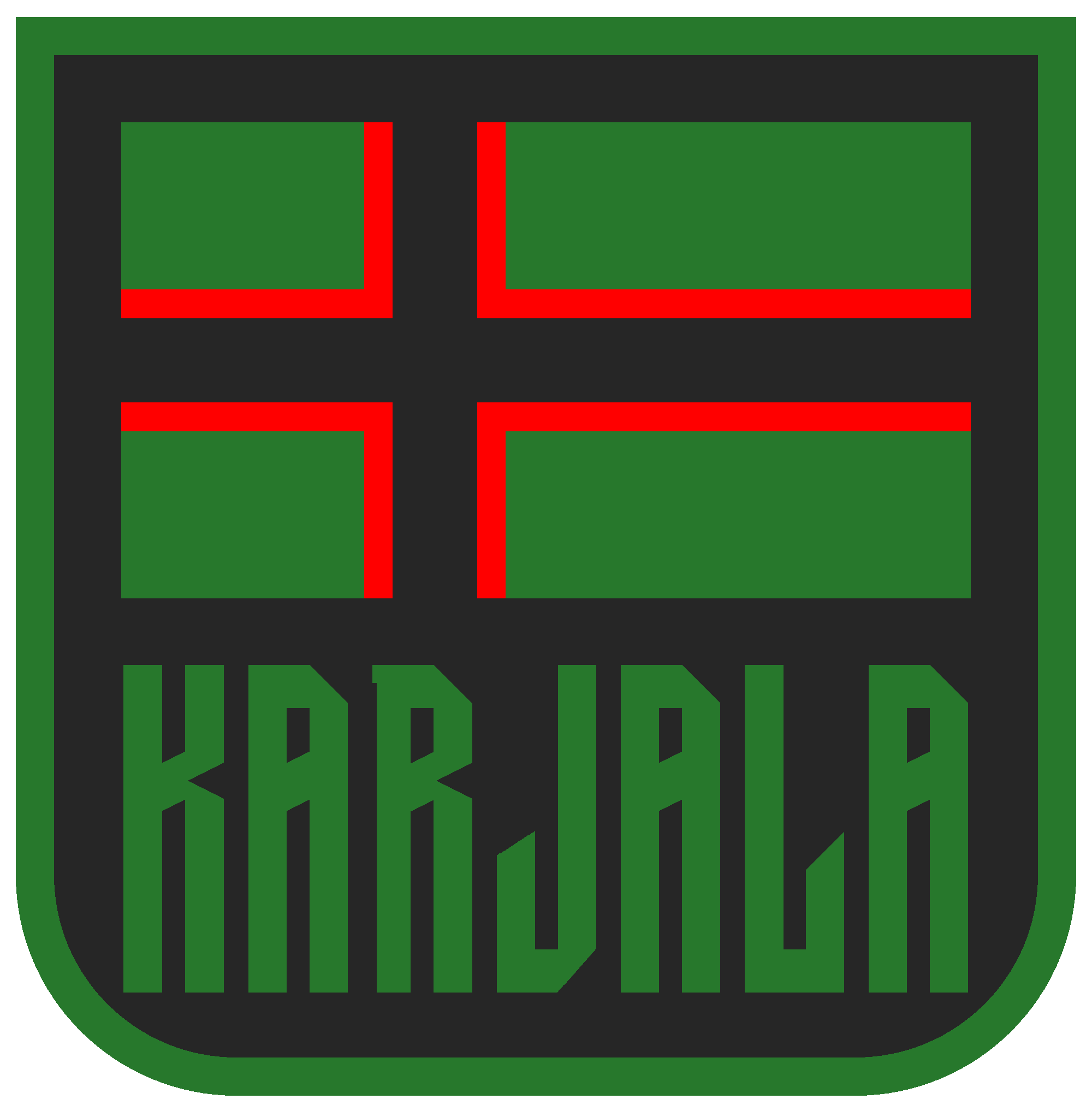
варіант нарукавного знаку

## Зовнішні посилання
- Офіційний Telegram-канал Карельського національного батальйону
- Офіційний Telegram-канал Карельського національного руху